# Бурковский, Андрей Владимирович
Андре́й Влади́мирович Бурко́вский (род. 14 ноября 1983, Томск, СССР) — российский актёр театра, кино, телеведущий. Бывший игрок КВН, чемпион Высшей лиги в составе команды «Максимум» (2008). С 2014 по 2023 год — артист Московского Художественного театра имени А. П. Чехова.

## Биография
Родился 14 ноября 1983 года в Томске. Учился в Академическом лицее города Томска, где начал играть в КВН, выступая за школьную команду «Осколки звёзд». Летом 2000 года, после окончания школы, поступил в юридический институт Томского государственного университета, который окончил в 2005 году.
С 2000 года — один из ведущих актёров университетской команды КВН «Максимум»; при его участии команда стала чемпионом Томска (2000), финалистом Первой лиги КВН (2002), дважды чемпионом Премьер-лиги (2004 и 2005) и чемпионом Высшей лиги КВН (2008).
В 2010 году окончил Школу Драмы Германа Сидакова, после чего поступил в Школу-студию МХАТ на курс И. Я. Золотовицкого и С. И. Земцова. В конце четвёртого курса был принят в труппу МХТ имени А. П. Чехова. В октябре 2021 года стало известно об увольнении актёра из-за разногласий с художественным руководителем Сергеем Женовачем, однако уже в ноябре Бурковский вернулся в труппу после смены руководства МХТ и назначения Константина Хабенского на должность худрука.
В 2022 году переехал с семьёй из России в США, чтобы учиться режиссуре. Ныне проживает в Лос-Анджелесе. Тем не менее артист продолжал числиться в группе театра МХТ вплоть до августа 2023 года.

### Семья
Отец — томский предприниматель Владимир Григорьевич Бурковский, глава представительства Федерации рестораторов и отельеров в Сибири, совладелец сети ресторанов совместно со второй женой Анжеликой Бурковской, основатель ресторанов «Славянский базар» и «Вечный зов», где работала администратором мать Андрея Бурковская Людмила Ивановна, ныне хозяйка ресторанов «Вечный зов» и «Хмель» в Томске.
Брат — Александр. 8 января 2009 года в возрасте 23 лет разбился на горнолыжном курорте в Шерегеше в Кемеровской области (спускаясь на лыжах, на полной скорости врезался в дерево, в результате чего получил множественные переломы, несовместимые с жизнью).
Жена — Ольга Бурковская (свадьба состоялась 29 августа 2008 года). 14 марта 2011 года родился сын Максим. 5 июня 2013 года родилась дочь Алиса.

## КВН
Летом 2000 года поступил в юридический институт Томского государственного университета и был приглашён в только образованную молодую команду КВН «МаксимуМ» в качестве актёра; а в дальнейшем проявил себя и как автор. С подачи партнёра по команде Константина Маласаева также стал актёром томского студенческого театра эстрадных миниатюр «Бонифас».
- В 2000 году в составе команды «МаксимуМ» стал чемпионом КВН города Томска.
- В 2001 году в составе «Бонифаса» завоевал Гран-при на томском Фестивале СТЭМов «Юморина»; вместе с «Максимумом» стал вице-чемпионом Центральной лиги КВН «КВН-Азия» и третьим призёром Межрегиональной лиги КВН «КВН-Сибирь».
- В 2002 году театр «Бонифас» вместе с Бурковским вновь становится обладателем Гран-при томской «Юморины». В составе «Максимума» становится финалистом Первой лиги КВН.
- В 2003 году Бурковский вместе со своими партнёрами по «Максимуму» покидает «Бонифас», решив сосредоточиться на выступлении в составе «Максимума». Вместе с командой вновь становится финалистом Первой лиги КВН, победителем томской «Юморины» и Кубка КВН г. Красноярска. Также «Максимум» дебютирует на Фестивале «Голосящий КиВиН» в составе так называемого «блока» — внеконкурсного выступления начинающих команд. Будучи капитаном команды КВН «Ударная волна» (команда представляла юридический институт ТГУ, однако на играх серьёзного уровня за неё выступали актёры «Максимума») Бурковский становится чемпионом лиги КВН «КВН-Азия»[20].
- В 2004 году Бурковский в составе команды «Максимум» дебютирует в Премьер-лиге КВН и в первом же сезоне становится чемпионом, поделив первое место с «Мегаполисом». Команда вновь победила на томской «Юморине». В составе «Ударной волны» Бурковский становится чемпионом Межрегиональной лиги МС КВН «Балтика»[21].
- В 2005 году Бурковский в составе «Максимума» принимает участие в 1/8 финала Высшей лиги КВН. В составе команды КВН «Ударная волна» Бурковский становится вице-чемпионом лиги КВН «КВН-Азия» и обладателем Гран-при Кубка чемпионов лиг КВН-2005[22].
- В 2006 году «Максимум» доходит до полуфинала Высшей лиги, где занимает второе место, а также вновь получает «Малого КиВиНа в тёмном» на Фестивале «Голосящий КиВиН 2006».
- В 2007 году в финале Высшей лиги Бурковский с командой стал бронзовым призёром. На фестивале «Голосящий КиВиН 2007» томичи завоевали «Малого КиВиНа в светлом».
- В 2008 году Бурковский в составе команды сначала стал обладателем высшей награды музыкального Фестиваля КВН в Юрмале, а затем — чемпионом Высшей лиги. В конце 2008 года Бурковский, набрав 12,71 % голосов, занял третье место в номинации «КВНщик года» по версии сайта «КВН для ВСЕХ»[23].
- В 2009 году команда приняла участие в Летнем кубке КВН, где заняла третье место, а также завоевала «Большого КиВиНа в светлом» на Фестивале «Голосящий КиВиН 2009».

Всего провёл 28 игр в телевизионных лигах, кубках и Фестивалях КВН:
- 15 игр в Высшей лиге КВН (сезоны 2005, 2006, 2007, 2008)
- 9 игр в Премьер-лиге КВН (сезоны 2004, 2005)
- 6 игр на музыкальном Фестивале «Голосящий КиВиН» (2003, 2005, 2006, 2007, 2008, 2009)
- 1 игру в Летнем кубке (2009).

Неоднократно приглашался в жюри Премьер-лиги КВН. На второй 1/8 игре сезона 2015 года впервые был членом жюри Высшей лиги КВН.
В апреле 2009 года открылся юмористический интернет-проект «СмехЗавод», продюсером которого является А. Бурковский. К концу 2009 года проект заглох.

## Телевидение
В начале 2009 года вместе с партнёром по команде Михаилом Башкатовым был приглашён в состав актёров скетч-кома «ДаЁшь молодЁжь!», где играл метросексуала Данилу Фокса, гопника Ржавого, милиционера Вьюшкина и молодого супруга Валеру, а также ряд других ролей.
С 1 марта 2016 по 13 июня 2020 года — ведущий программы «Не факт!» на телеканале «Звезда».

## Театр

### Школа-студия МХАТ
В 2010 году Бурковский поступил в Школу-студию МХАТ на курс И. Я. Золотовицкого и С. И. Земцова. Выпуск курса состоялся в 2014 году. Из дипломных работ:
- 2013 — «Ревизор» (Николай Гоголь, режиссёр В. Рыжаков) — городничий[26][27]
- 2013 — «На дне» (Максим Горький, режиссёр А. Кац) — Сатин[27][28]
- 2013 — «MP3. Равель» (режиссёр А. Сигалова)[29]
- 2014 — «Лестница в небо» Классконцерт (режиссёр С. Земцов, И. Бочарниковс, В. Сажин, В. Рыжаков, И. Золотовицкий)[30]

### Роли в театре
В 2014 году, ещё до окончания Школы-студии МХАТ, был принят в труппу Московского Художественного театра имени А. П. Чехова. В октябре 2021 года стало известно об уходе актёра из театра из-за разгогласий с художественным руководителем Сергеем Женовачем, однако уже в ноябре был принят обратно в труппу после смены руководства театра и назначения Константина Хабенского. С 2022 года не участвует в постановках театра в связи с эмиграцией.
- «№ 13D» (Рэй Куни, режиссёр В. Машков) — официант[31]
- «Примадонны» (Кен Людвиг, режиссёр Е. Писарев) — Дункан, Лео Кларк[32]
- «Пиквикский клуб» (Чарльз Диккенс, режиссёр Е. Писарев) — президент суда[33]
- «Идеальный муж. Комедия» (режиссёр К. Богомолов) — Молох, теледива[34]
- «Белоснежка и семь гномов» (Лев Устинов, Олег Табаков, режиссёр М. Миронов) — исполнитель королевских желаний[35]
- «Мастер и Маргарита» (Янош Сас) — Жорж Бенгальский[36]
- «Свадьба Кречинского» (Александр Сухово-Кобылин, режиссёр Виестурс Мейкшанс) — Щебнев[37]

## Фильмография

### Актёрские работы
- 2009—2013 — ДаЁшь молодЁжь! — тренер в тренажёрном зале / врач-стоматолог / гопник Ржавый / метросексуал Данила Фокс / отец Валера / милиционер Вьюшкин / вампир Дэнис / председатель «Юной России»
- 2010 — Одна за всех — помощник президента
- 2013 — 2014 — Кухня — Илья Владимирович, официант (второй и третий сезоны)
- 2013 — 2015 — Последний из Магикян — Егор Николаевич Щербаков, с 28-й серии — муж Маринэ. Владеет фирмой, которая занимается арбитражем Интернет-трафика. С 34 по сороковую серии — автослесарь в СТО у Карена Магикяна (первый—пятый сезоны)
- 2015 — Пансионат «Сказка», или Чудеса включены — Андрей
- 2015 — Ставка на любовь — Костя
- 2015 — Общество анонимных оптимистов (короткометражка) — Борис
- 2016 — Пушкин — Григорий Баранов, кинопродюсер, автор идеи фильма о Пушкине
- 2017 — Адаптация — Роман, муж Марины, вышедший из тюремного заключения по УДО (первый сезон)
- 2017 — Легенда о Коловрате — брянский воевода Ростислав
- 2017 — Ёлки новые — Игорь, ревнивый жених Ксении
- 2018 — Звоните ДиКаприо! — актёр Лев Ивановский, брат Егора
- 2018 — Тобол — Юхан Густав Ренат, пленный шведский унтер-офицер
- 2018 — КВНщики — камео
- 2019 — Трезвый водитель — Станислав, московский «трезвый водитель», друг провинциала Артёма
- 2020 — Смертельные иллюзии — Денис Романов
- 2020 — За час до рассвета — капитан Денис Журавлёв («Птаха»)
- 2020 — Красотка в ударе — Илья, пластический хирург
- 2020 — За первого встречного — Антон Николаевич Игнатов
- 2020 — Доктор Лиза — Сергей Иванович Колесов, майор ФСКН
- 2020 — Хороший человек — Борис Лебедев
- 2020 — Пассажиры — Никита, программист (пятая серия)
- 2021 — Медиатор — Андрей Павлов, специалист по переговорам
- 2021 — Молоко — Серёжа
- 2021 — Бендер: Последняя афера — фокусник-иллюзионист Кроули
- 2021 — Чиновник — Максим Эдуардович
- 2021 — Медиатор — Андрей Павлов
- 2021 — Солнечная линия — муж
- 2022 — Amore More — Георгий
- 2022 — Жена Чайковского — Владимир Мещерский
- 2022 — Нина — Костя, третий муж Нины, папа Маши, бизнесмен
- 2022 — Я на перемотке! — Максим
- 2023 — Мёрзлая земля — Владислав Айдаров
- 2023 — Повелитель ветра — Ракитин
- 2024 — Летучий корабль — Поль
- 2025 — Москва слезам не верит. Всё только начинается

### Озвучивание
- 2021 — Крутиксы — Сол

### Дубляж
- 2022 — Плохие парни — Мистер Волк[38]

## Признание и награды
В составе команды КВН «МаксимуМ»:
- Чемпион Высшей лиги КВН 2008
- Чемпион Премьер-лиги КВН 2004
- Чемпион Премьер-лиги КВН 2005
- Обладатель наград музыкального Фестиваля «Голосящий КиВиН»:
  - «Большой КиВиН в золотом» на Фестивале «Голосящий КиВиН 2008»
  - «Большой КиВиН в светлом» на Фестивале «Голосящий КиВиН 2009»
  - «Малый КиВиН в светлом» на Фестивале «Голосящий КиВиН 2007»
  - «Малый КиВиН в тёмном» на Фестивале «Голосящий КиВиН 2005»
  - «Малый КиВиН в тёмном» на Фестивале «Голосящий КиВиН 2006»
- Обладатель Гран-при Фестиваля «Юморина» (Томск) 2003
- Обладатель Гран-при Фестиваля «Юморина» (Томск) 2004
- Обладатель Кубка г. Красноярска 2003
- Обладатель Кубка губернатора Новосибирской области 2005
- Обладатель Кубка г. Красноярска 2005

В составе команды КВН «Ударная волна»:
- Чемпион лиги КВН «КВН-Азия» 2003
- Чемпион лиги КВН «Балтика» 2004
- Обладатель Гран-при Кубка чемпионов лиг КВН 2005

В составе театра миниатюр «Бонифас»:
- Обладатель Гран-при Фестиваля «Юморина» (Томск) 2001
- Обладатель Гран-при Фестиваля «Юморина» (Томск) 2002

## Увлечения
Андрей Бурковский болеет за хоккейный клуб «Ак Барс» и иногда ездит на игры команды в Казань. Также сам играет в хоккей.